# Стойко, Николай Михайлович
Николай Михайлович Стойко (Стойко-Радиленко, 1894—1976) — российско-французский астроном.

## Биография
Родился в селе Большой Буялык (ныне Ивановский район, Одесская область) в зажиточной крестьянской семье. Выпускник известной в Одессе 5-й гимназии, он поступил в 1912 году в Новороссийский университет, а в 1918 был оставлен при университете для подготовки к профессорскому званию по кафедре астрономии и геодезии. После нескольких лет преподавания в Болгарии, в 1924 был приглашён в Парижскую обсерваторию и переехал во Францию, где проработал до конца жизни. С 1924 по 1944 — астроном Международного бюро времени, с 1944 — руководитель отдела времени при Парижской обсерватории, в 1945 году избран заведующим отделом времени Международного бюро времени и проработал в этой должности до 1964. Был
членом Международной комиссии долгот. В 1962—1976 председатель Русской Академической группы во Франции.
Основные труды относятся к изучению неравномерности вращения Земли, движения полюсов Земли и к определению Всемирного времени. Впервые обнаружил в 1936 сезонные вариации скорости вращения Земли. Открытие получило всеобщее признание лишь через 13 лет.
Работал над проблемами точного определения времени, распространения радиоволн, земных приливов. После открытия Плутона в 1930 г., когда орбита новой планеты не могла быть сразу определена классическими методами из-за большой удаленности Плутона от Солнца и его медленного движения, Стойко предложил параллактический метод, позволивший уточнить расстояние до Плутона и его орбиту.
С именем Стойко связано создание и введение в Международное бюро времени атомных часов, точность которых превышает миллионные доли секунды.
Член-корреспондент Академии прикладных наук (Варшава), член многих научных обществ.
Лауреат премии Лаланда Парижской АН (1930), премии Бельгийской АН (1950), премии Ж. Жансена Французского астрономического общества (1969).